# Accademia Albertina
A Accademia Albertina é uma instituição universitária para o estudo e cultivo das belas-artes, fundada em 1678 em Turim.
A academia, localizada em um palácio doado pelo rei Carlos Alberto da Sardenha em 1833, inclui uma extensa galeria de arte. A academia foi fundada originalmente para o ensino, mas logo se expandiu para se tornar um museu, com uma grande coleção de moldes de gesso e uma grande biblioteca, que mantém ao lado das obras preciosas, gravuras, desenhos e fotografias de valor inestimável.